# پوژانجه
پوژانجه (به لهستانی:  Porządzie) یک روستا در لهستان است که در گمینا ژانشنگک واقع شده‌است. پوژانجه ۶۹۰ نفر جمعیت دارد.